# Jacopo Sadoleto

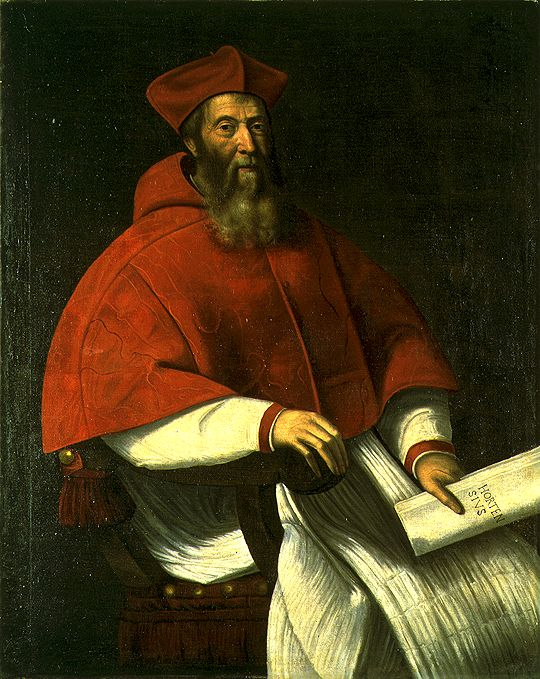
Jacopo Sadoleto.

Jacopo Sadoleto, född den 12 juli 1477 i Modena, död den 18 oktober 1547 i Rom, var en italiensk kardinal.
Sadoleto var en humanistisk präst, som genom sacco di Roma 1527 drevs att med allvar ägna sig åt kyrkliga angelägenheter. Under påven Paul III tillhörde han det humanistisk-katolska reformpartiet, men ådrog sig misstankar genom sin kritik av kyrkliga missförhållanden. Han visade sig emellertid som romersk-katolska kyrkans kanske främste samtida apologet genom sin skrivelse till Genève 1539, vilken besvarades av Jean Calvin och medverkade till dennes återkallande till Genève. Efter jesuitordens framträdande trädde Sadoleto mera i skuggan, men medverkade till att förbereda Trientkonsiliet.